# K-Pop
K-Pop (abgeleitet von englisch Korean Popular Music) ist ein Sammelbegriff für koreanischsprachige Popmusik und bezeichnet ein weit gefasstes musikalisches Genre, das sich in der koreanischen Musikwelt als Analogon zum japanischen J-Pop etablierte. In Südkorea wird der Stil auch häufig Gayo (가요) genannt. K-Pop erreichte durch die Koreanische Welle (auch Hallyu) vor allem in den 2010er Jahren weltweit Bekanntheit.

## Geschichte
Die Anfänge der heutigen Musik, die diesem Genre zugeordnet wird, sind schon seit etwa Ende des 19. Jahrhunderts in der koreanischen Kultur verankert. Obwohl die koreanischen Sänger durchaus talentiert waren, war es ihnen aufgrund der Herrschaft der Japaner untersagt, sich künstlerisch auszudrücken. Der nächste entscheidende Punkt in der Entwicklung waren die ab den 1950er Jahren veranstalteten Konzerte der Streitkräfte der Vereinigten Staaten in Korea, die den Südkoreanern ein weiteres Stück moderner westlicher Kultur näherbrachten. Infolgedessen gründeten sich viele junge Bands nach amerikanischem Vorbild. Daraus leiteten sich rasch drei verschiedene Musikstile ab:
- Boy- und Girlgroups, deren Mitglieder Idols genannt werden
- Ein technisch schwierigeres und älteres Genre: Trot, dessen Wurzeln auf die Beeinflussung Koreas durch Japan während der Kolonialzeit zurückgehen und der ein überwiegend älteres Publikum ansprach.
- In den 1960er Jahren hatten viele Singer-Songwriter ihren Durchbruch und gaben in ihren Liedern persönliche Erfahrungen und Schwierigkeiten des Lebens wieder.

In den frühen 1990er Jahren etablierte sich – zurückgehend auf Südkoreas Popmusiker Seo Taiji – ein viertes Genre. Die Entstehung der Gruppe Seo Taiji and Boys im Jahr 1992 gilt somit als Wendepunkt für die südkoreanische Popmusik, da die Gruppe Elemente der westlichen Musikrichtungen Rap, Rock und Techno in ihre Musik einfließen ließ. Der enorme Erfolg von Seo Taiji and Boys in Südkorea und auch anderen experimentellen Gruppen setzten den Trend für die heutige Generation von K-Pop-Gruppen und -Künstlern.

## Heutige Situation
Nachdem der Import japanischer Popmusik (J-Pop) im Jahr 1999 erlaubt wurde, stiegen deren Verkäufe stetig an, spielen aber im Vergleich zur Koreanischen Welle nur eine untergeordnete Rolle. Im asiatischen Raum ist K-Pop weit verbreitet und in anderen Ländern teils beliebter als die Konkurrenz, was unter anderem auf die äußerliche Attraktivität der Musiker zurückgeführt wird.
Insbesondere die drei großen Talentagenturen SM Entertainment, YG und JYP nehmen schon in sehr jungen Jahren Kinder unter Vertrag und bilden diese aus. Sie bekommen Fremdsprachen-, Tanz- und Gesangsunterricht sowie allgemeine Schulbildung. Außerdem lernen sie tadelloses Benehmen und den Umgang mit Fans und Journalisten. Dafür bekommen die Trainees Punkte, und diejenigen mit den höchsten Punktzahlen werden schließlich für eine Popgruppe ausgewählt. Für die so entstandenen Castingbands wurde der Begriff „South Korean Idols“ oder kurz „Idols“ geprägt.
Bezüglich der Behandlung der Stars von ihren Talentagenturen kommt es in Südkorea Anfang der 2000er bis Anfang der 2010er Jahre zu Kontroversen. So unterschreiben die Trainees oftmals Knebelverträge („Sklavenverträge“), durch die die Talentagentur großen Einfluss auf das Privatleben der Personen erhält, während der Trainee/Star kaum Einfluss auf seine finanzielle Vergütung hat. Ein bekanntes Beispiel ist die Gruppe TVXQ, die 2009 SM Entertainment verklagten, da die 13-Jahres-Verträge zu lang seien und sie für ihren Erfolg kaum Geld bekämen. Das Gericht gab ihnen Recht, woraufhin drei der Mitglieder SM Entertainment verließen und JYJ gründeten. Durch den internationalen Erfolg von K-Pop und den größeren Einfluss ausländischer Unternehmen kommt es jedoch immer mehr zu einem Umdenken bei den Beteiligten, und langfristige Verträge über 13 Jahre werden immer seltener. Die Bezahlung der meisten K-Pop-Sänger bleibt jedoch weiterhin schlecht, da das Management die Ausbildung, das Tanztraining, die Choreographen, Assistenten, Songschreiber und die Unterkunft (Wohnheim) bezahlt und diese hoch angesetzten Kosten vom Gehalt der Stars abzieht. Auch wird über systematische sexuelle Ausbeutung berichtet. Das Genre und die dahinter stehende Industrie gerieten auch wegen der Selbstmorde mehrerer K-Pop-Stars in den Fokus der Medien.
In Malaysia wird K-Pop immer öfter verwendet, um die kulturellen und sprachlichen Barrieren von Malaien, Chinesen und Indern zu überwinden, da diese Musikrichtung bei allen Volksgruppen populär ist. Es zeigt sich zudem, dass K-Pop-Fans stark emotional an die Musikrichtung gebunden sind. Diese nehmen die Songtexte auf und lassen sich dadurch motivieren, nicht aufzugeben. Die Fans schätzen das harte Training und die komplexen Tanzschritte und bewundern den Charakter und das Aussehen ihrer Stars. Es bewegt viele dazu, Koreanisch zu lernen und koreanisch Essen zu gehen.
Mit K-Pop meint man koreanischsprachige Lieder, heutzutage auch mit vereinzelt englischen Wörtern. Sollte ein koreanischer Künstler ein Lied komplett in englischer Sprache aufnehmen, so fällt dies in die Kategorie Pop. Damit wird erklärt, dass sich der Begriff K-Pop nicht auf die Herkunft der Interpreten bezieht. Dies wird oft von Fans der Musikrichtung missverstanden, da südkoreanische Künstler immer häufiger ein japanischsprachiges Debüt geben, die Fans dies auch als K-Pop oder japanischen K-Pop bezeichnen; da K-Pop allerdings eine bestimmte Musikrichtung ist, würden japanischsprachige Popsongs, auch von südkoreanischen Interpreten, in die Kategorie J-Pop fallen.
Während sich K-Pop in vielen Teilen der Welt bereits erfolgreich etablierte, spielte in Deutschland der Musikfernsehsender Viva Mitte der 2010er Jahre vermehrt K-Pop-Songs. Durch die Olympischen Winterspiele 2018, die im südkoreanischen Pyeongchang stattfanden, fand K-Pop in Deutschland erneut zunehmend Aufmerksamkeit. Die Spiele wurden von K-Pop begleitet, worauf auch die Medienberichterstattungen eingingen. Weiterhin gewann beim Eurovision Song Contest 2018 das Lied Toy der israelischen Sängerin Netta, welches stark von koreanischer Popmusik beeinflusst wurde. 2016 nahm für Deutschland die Sängerin Jamie Lee teil, die ebenfalls ein großer K-Pop-Fan ist. Ein Riesenerfolg gelang der Boygroup BTS, auch bekannt als Bangtan Boys. Mit ihrem Album Love Yourself: Tear erreichten sie 2018 Platz eins der US-amerikanischen Billboard 200 (Albumcharts). Damit sind sie die erste koreanische Band, die die Spitze der Billboard-Album-Charts erreichte. Zudem handelt es sich um das erste nicht-englischsprachige Album seit 12 Jahren auf Platz eins der US-Album-Charts. Am Erfolg dieses Genres hat sich hierzulande auch in den 2020ern nichts geändert.
Auch wurden K-Pop-Cover-Gruppen beliebt, in denen die Mitglieder nicht den Gesang, sondern die Tänze der Bands nachstellen. So kam es beispielsweise zu Flashmobs, bei denen die Tänze der Gruppen und Sänger an öffentlichen Plätzen nachgetanzt wurden. Weltweit gibt es Wettbewerbe wie den Kbase Contest, in denen K-Pop-Tanzgruppen gegeneinander antreten.
Vor allem in der League-of-Legends-Community führte der Auftritt der virtuellen Gruppe K/DA, vertont durch Jeon So-yeon und Cho Miyeon von (G)I-DLE, Jaira Burns und Madison Beer, bei der World Championship mit ihrem Song POP/STARS zu einer Steigerung der Popularität.
2022 waren 8 der 10 meistverkauften Musikalben weltweit Alben von K-Pop-Gruppen, nämlich von BTS, Stray Kids, Seventeen, Enhypen, Blackpink und TXT.

## Gesellschafts- und tagespolitische Bezüge
K-Pop gilt üblicherweise als unpolitische Strömung und wird allgemein von einem Gefühl der Freiheit und Selbstverwirklichung getragen. Durch digitale Aktionen nach der Tötung von George Floyd und der Sabotage eines Wahlkampfauftrittes von Donald Trump im Jahr 2020 erhielt die Szene jedoch z. T. den Ruf, „subversiv“ zu sein.
K-Pop-Künstler beteiligten sich auch an Protesten gegen Yoon Suk-yeol. Die Ausrufung des Kriegsrechts durch ihn im Jahr 2024 wurde von der Unterhaltungsindustrie und vielen Anhängern des K-Pop als Bedrohung für die Szene empfunden.